# Лиэ, Никола
Никола Лиэ (люкс. Nicolas Liez, * 14 октября 1809 г. Нёшато; † 30 августа 1892 г. Дрезден) — люксембургский художник и график.

## Жизнь и творчество
Никола Лиэ родился во французских Вогезах в семье сапожника. Матерью его была люксембурженка, а отец — француз. В 1812 году семья его переезжает в Люксембург, в 1814 году отец будущего художника принимает люксембургское подданство. В 1825 году Лиэ поступает учиться в Люксембургскую художественную школу, в класс Жана-Баптиста Фрезе. В 1827 году юноша продолжает своё обучение в Шарлеруа, затем в Академии изящных искусств в Монсе. После окончания своей учёбы, с 1831 и по 1851 год Никола Лиэ работает в области гравюры по меди на фабрике по изготовлению керамической продукции в люксембургском городке Зибенбруннен. После 1851 года он открывает собственное художественное ателье в области литографии. В 1866 году художник приобретает керамическую мастерскую, однако уже в 1870 году вынужден её закрыть, после чего Лиэ получает пост художественного директора фаянсовой фабрики Villeroy & Boch в Дрездене. Здесь темой для художественного украшения посуды стали графические работы люксембургского мастера. Наиболее известны его литографические пейзажи различных местностей Люксембурга и прилегающих к нему территорий Германии. 
В столице Великого герцогства, в городе Люксембурге, одна из улиц носит имя Никола Лиэ.

## Галерея
- Вид на город Люксембург со стороны Флеченхофа
- «Взгляд на горы». Из серии литографий «Путешествие по Великому Герцогству Люксембург»
- «Вид на замок Буршейд»
- «Замок барона де Солера в Дифферданже»
- «Замок Холленфельс»
- «Королевские конюшни в Вальферданже»